# O Olho de Golem
O Olho de Golem é o segundo livro da Trilogia Bartimaeus escrita por Jonathan Stroud.

## Sinopse
Como o resto da trilogia, O Olho de Golem se passa numa Londres moderna de um realidade paralela em que existem magos, e onde eles tomam as posições de poder. Todos os cargos políticos pertencem a magos, e os não-magos são tratados como inferiores. O personagem principal Nathaniel, é um mago que trabalha para o ministério dos acontecimentos internos.  Junto a Bartimaeus (Trilogia Bartimaeus), eles embarcam numa missão para descobrir o segredo por trás de grupos rebeldes e de uma criatura misteriosa que vaga por Londres.

## Criticas
O livro foi bem recebido, mas ainda sim houve algumas criticas. Nathaniel parece "mais agressivo", o que pode fazer os fãs simpatizarem menos com ele. Mesmo assim a maioria das criticas deu boas notas para o livro.